# Szabastówka
Szabastówka (ukr. Шабастівка) – wieś na Ukrainie, w obwodzie czerkaskim, w rejonie humańskim.
Należała do hr. Krasickich. Pod rozbiorami w powiecie lipowieckim, w gminie Cybulów.

## Dwór
Dwór wybudowany przez Aleksego Krasickiego w 1907 r., nad wejściem parterowy, kryty dachem dwuspadowym skierowanym szczytem do frontu, po prawej stronie piętrowym kryty takim samym dachem.